# Giovanni Federico
Giovanni Federico (Hagen, 1990. október 4. –) német-olasz labdarúgó-középpályás.